# Cytheropteron morgani
Cytheropteron morgani är en kräftdjursart som beskrevs av Kontrovitz 1976. Cytheropteron morgani ingår i släktet Cytheropteron och familjen Cytheruridae. Inga underarter finns listade i Catalogue of Life.